# 李棠華
李棠華（1926年—2016年9月7日），湖南益陽人，雜技師，1945年在上海創立棠華技術團，1949年至臺灣繼續演出，有「台灣特技之父」之稱。

## 生平
李棠華生於湖南益陽，李薔華與李薇華姊妹之兄，家族為漢口新市場的大股東。李棠華八歲時加入潘玉珍為首的雜技團，成為潘家八兄妹老四潘玉喜唯一的徒弟。日後，潘玉喜曾帶著李棠華遊歷菲律賓等國。1945年冬，李棠華邀請潘家名下的師兄弟，在上海自立棠華技術團、少壯技術團，在上海十三家夜總會中紅極一時，直到1949年5月上海政權易主，才帶十六名團員來臺灣。團員中以黃忠強在特技最好，能在鼻子上頂著一根上面有小孩的二丈多竹桿作表演。
依據1956年報導的描述，李棠華長相英俊、皮膚白哲，被認為女人緣好，甚至妻子都會緊密監看。據團員說，李棠華的配偶就有四名，子女超過十名。
戰後初期，國民黨政府需發揚中華傳統文化，李棠華特技團就受到重視，連蔣經國家人生日，都邀請他的團表演。在1956年到1958年這三年內，李棠華所領導的特技團在泰國、柬埔寨、越南、寮國、菲律賓巡迴表演，已有713處、2540餘場。因為李棠華每次出國用的不是同一團名，他的頭銜就有「世界高空特技團」團長、「國際高空特技團」團長及「中國歌舞特技團」團長等多種頭銜。李棠華雜技團因肩負海外宣傳任務，會穿插像是從口袋裡變出國旗等愛國橋段。團員出國表演時，胸口還貼著中華民國國旗。越南戰爭期間，李棠華曾到越南各地慰問反共華僑，籌募基金義演義演，因此1960年2月4日他在堤岸接受退伍軍人協會會長阮玉禮、駐越大使袁子健頒贈榮譽狀、感謝狀。
1978年10月，李棠華獲教育部准許在台北市成立中華民族技藝訓練中心。該團每年獲教育補一千餘萬經費的專案。原先設址於民生東路公寓頂樓。他免費招收孩童，讓這些學生附讀於民生國小、南港國中。雖然這些學徒能以新台幣3000元作表演出場車馬費，但李棠華入不敷出，為培這一百多名學徒，在1981年他說已賣掉之前的8棟房子。
1986年11月12日，李棠華在台北市社教舘獲頒薪傳獎團體獎。
1989年10月20日，教育部社教司官員與李棠華商議，將李棠華的訓練學校併入復興劇校。次年7月1日，李棠華就任復興劇校的復興綜藝團團長時，表示教育部特准由他擔任團長，而非校長兼任，對今年已60多歲的他非常禮遇，對能有機會再為國家做事，感到無限光榮與責任重大。該團成立時，李棠華上海時期的第一代團員多已謝世。至於原先的李棠華特技團在1996年改由李棠華兒子李正森領導，但難以經營而解散。
在臺灣，雜技團申請政府補助時，會因雜技屬傳統表演，在申請資格上都很難定位。2009年，李棠華弟子王光華成立的新象創作劇團因經營困難，李棠華向當時的文建會主委黃碧端兩次鞠躬請託，但依然未成。王光華回憶，他9歲就跟著老師學雜技，小時候覺得老師很有威嚴，老師這種事是他從未見過。
在以往台灣，李棠華三字幾乎就是「雜耍團」、「綜藝團」代名詞。金門縣作家林黛琿就曾以「李棠華特技雜耍」這詞形容竊賊的身手俐落。戴立忍在《劍雨》的燃火雙刀等表演就是來自李棠華。王光華曾幫李棠華申請文化部「人間國寶」認證，但因李棠華戶籍在台北市，新象創作劇團在新北市，而沒通過。
2016年9月7日下午，91歲的李棠華在子女陪侍下因大腸癌病逝於衛生福利部雙和醫院。新象創作劇團在臉書發悼文，寫下「縱使，獎牌刻字已經模糊，陳舊的照片已經泛黃，那璀璨的年代卻不曾斑駁...」。文化部替「台灣特技之父」美譽的李棠華申請褒揚令，22日由行政院通過。10月5日，褒揚令公布。

資深雜技藝術家、新象創作劇團藝術指導李棠華，器宇軒昂，敦厚堅卓。幼歲拜師習藝，淬礪奮勉，早擅英聲，嗣於上海成立棠華技術團、少壯技術團，藝壓群倫，時論詠贊。來臺後，籌組李棠華特技團，賡續發揚雜技美學，招數架式豐贍多變，膾炙人口，風采當代，蔚開臺灣傳統雜技先河。復創辦中華民俗技藝訓練中心，戮力培植特技新血，悉心海內外巡演，篳路藍縷，殫精竭慮；長技薪傳，卓然有成。多次率團代表國家出訪，行跡遍布全球三十餘國，拓展民俗藝術交流，丕奠國民外交宏基，睦誼揚聲，弘邦勵僑，夙享「臺灣特技之父」令稱。曾獲頒僑務委員會海宣榮譽紀念章暨行政院文化建設委員會「傳統與創新」紀念獎牌等殊榮。綜其生平，盡瘁民俗特技傳衍，恢弘雜技藝術精微，宗匠絕詣，允臻化境；懋業碩望，楷範垂芬。遽聞嵩齡殂謝，軫悼彌殷，應予明令褒揚，用示政府崇禮耆賢之至意。

總　　　統　蔡英文　　　　
行政院院長　林　全　　　　